# 基督教青年会
基督教青年会（簡稱YMCA），是基督教非政府性质的国际社会服务团体。受俸會員來自125國，逾5千8百萬人，總部設於瑞士日內瓦。即以基督“为世人服务”的精神，根据社会人群（尤其是弱势群体）的需要，从事各种各样的社会服务工作。这些服务工作，是以“促进大众德、智、体、群全人成长”的理念作导向，服务人群不分性别、年龄、国籍、种族和宗教信仰。服务工作有平民教育、体育康乐、营地服务、社区服务、青少年工作、难民工作、就业服务等等，一些青年会还开设有价格低廉的旅舍和宾馆。“基督教青年会”不是一个传教组织，也不是一个慈善机构。它主要以传递爱心为使命，倡导和推动承担社会责任及促进社会和谐。所有YMCA的地方分會皆附屬於區域聯盟和全球YMCA聯盟（World Alliance of YMCAs）。

## 历史

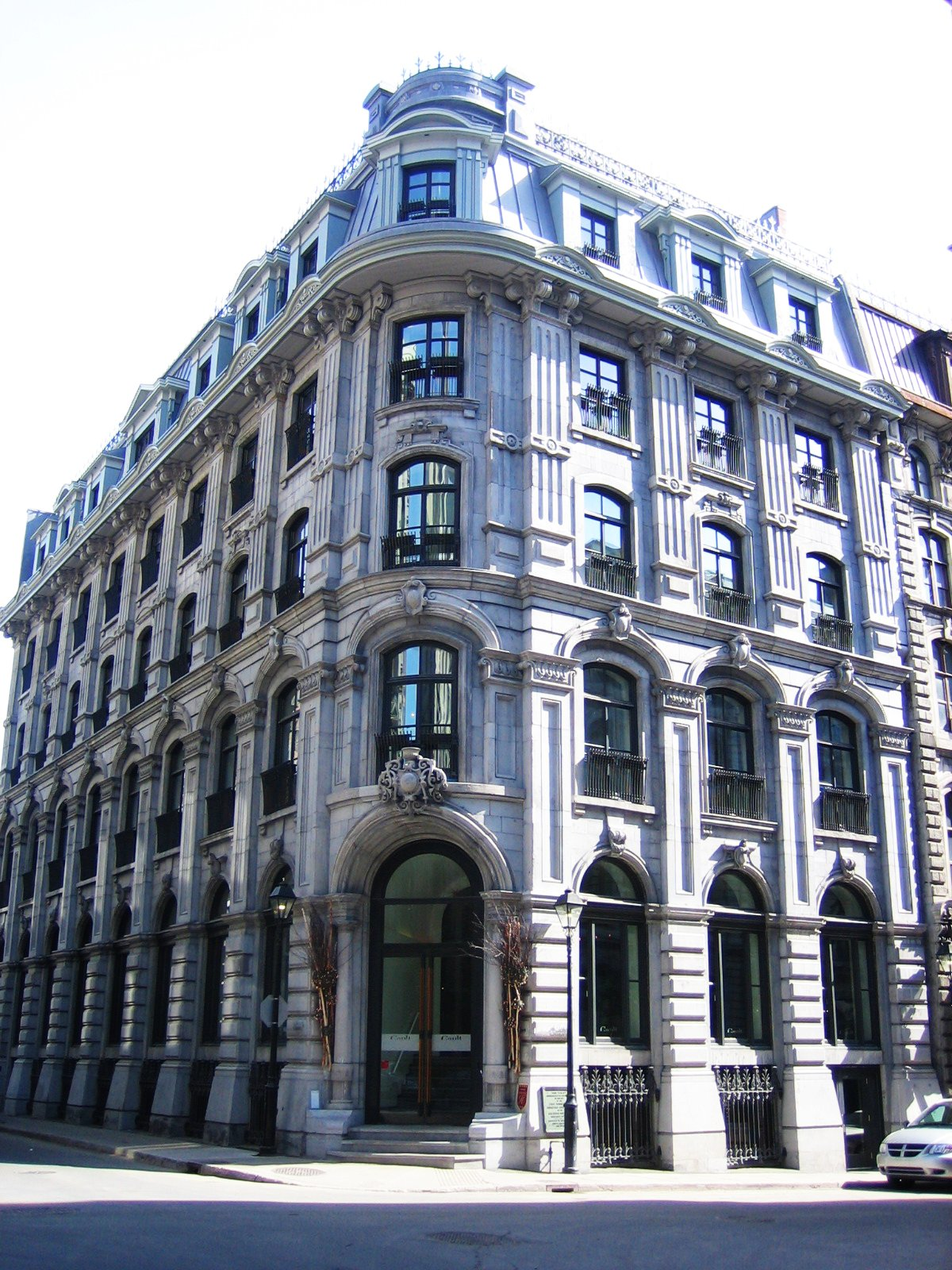
加拿大於魁北克設立的第一個YMCA

1844年6月6日，英国青年佐治衛良在伦敦创立了基督教青年会普世运动。开始是以福音聚会形式，让当时在工业革命浪潮中迷惘的职业青年们在心灵上得到充实。一開始組織是將基督教價值融入培養健全的德（Spirit）、智（Mind）、體（Body）為宗旨，這個觀念被融入組織的標誌中，即標誌右上方的紅色三角形，紅色正三角徽有內外兩邊。外邊代表聖父、聖子、聖靈三位一體的神聖。內邊代表人的德（Spirit）、智（Mind）、體（Body）三者的合一。基督教青年会是一个以基督教理念为宗旨，以面向社会、服务他人的亲身体验去认识、实践基督关怀世人精神为主张的团体，因此得到社会、教会和青年人的认可，发展迅速，十多年时间即扩展至整个欧洲和北美洲。
1855年，在巴黎召开了第一次世界青年大会。大会通过了基督教青年会宗旨“巴黎本旨”。
1885年（中国清光绪11年），基督教青年会传入中国。最早在福州成立青年会。

## 中华基督教青年会

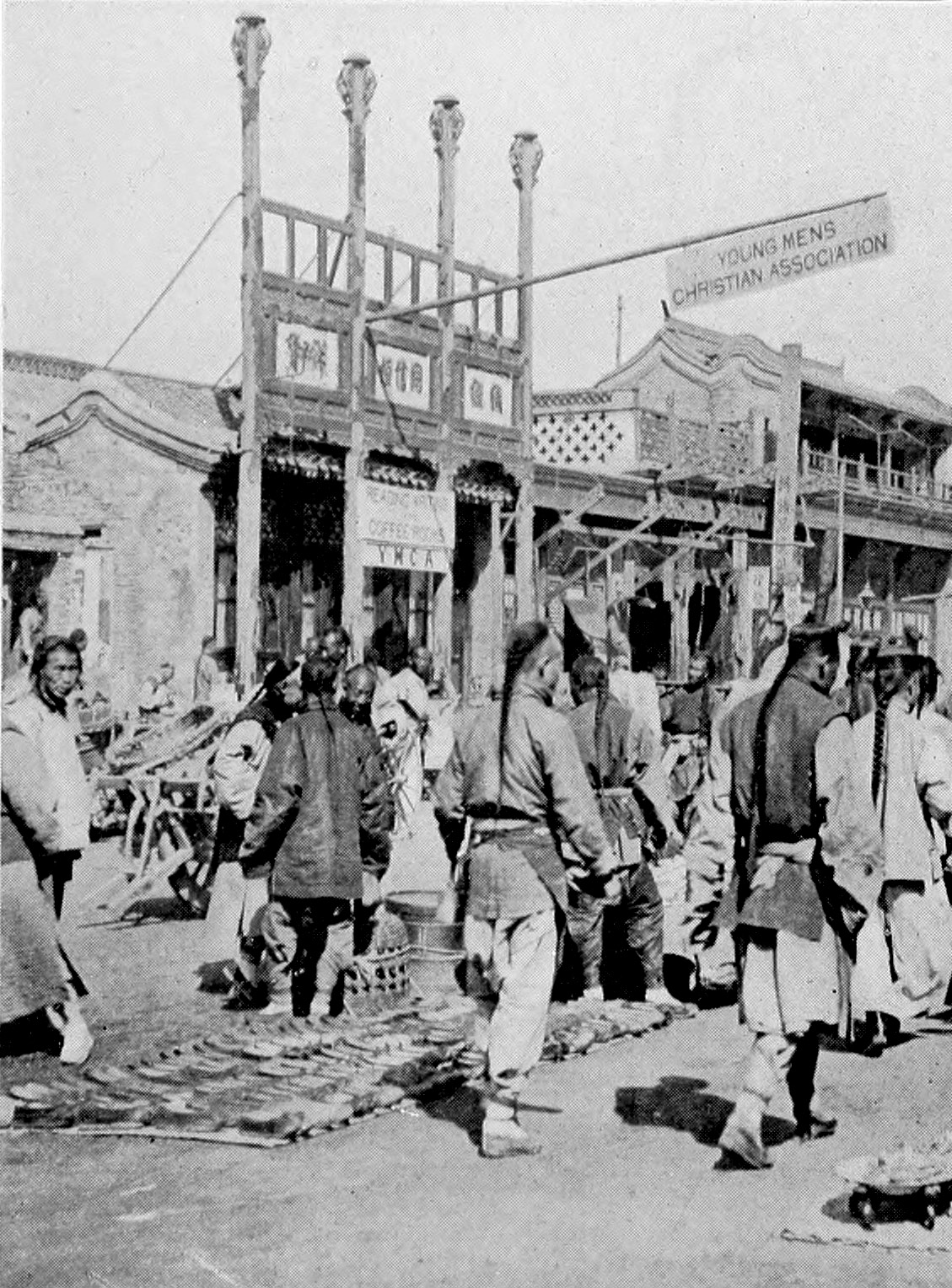
北京中华基督教青年会总部

基督教青年会最早在中国设立的组织是在1885年，由传教士施美志在福州英华书院，传教士毕海澜在北京通州潞河书院，分别成立的学校青年会。以后各地陆续成立青年会。1895年10月，基督教青年会北美协会派遣在中国出生的青年会干事来会理（David Willard Lyon）到中国发展组织，于当年12月8日在天津正式成立了天津基督教青年会，当时的称呼叫做“学塾基督会”。1897年6月6日，会所落成。1906年王正廷在日本创办“中華留日基督教青年會”。到1912年，青年会在中国已经设立市会25处，校会125处。
基督教青年会在中国的全国组织在1912年成立于上海。当时的名称是“中华基督教青年会全国组合”（The National Committee of the Y.M.C.A. in China），首任总干事为美国南部美以会教士巴乐满（Fletcher Sims Brockman 1867-1944），副总干事为中国王正廷。1915年11月改称“中华基督教青年会全国协会”（Young Men's Christian Association of China），一直沿用至今。1915年，巴乐满返美后由王正廷接任。王正廷后来还曾任北洋政府代总理和国民政府外交部长。1917年余日章接替王正延担任总干事，直到1936年。1936年-1949年总干事是梁小初。1949年之后是涂羽卿。
平民教育家晏阳初曾是全国协会智育部的干事。青年毛泽东还曾作为义务教员参与过晏阳初在长沙的平民教育运动。
首任中国基督教三自爱国运动委员会主席吴耀宗曾是全国协会出版部干事（1937年－1954年）。

###### 重庆
民国十年五月四日开筹备会，租定陕西街万寿宫培修会所，成立董干部，设立英文夜校。
民国十一年五月，重庆市中华基督教青年会正式开幕。之后陆续成立童子军及电化教育等，设立会员寄宿舍。
民国十二年，创办暑期学校，工读学校及巡回书库。
民国十八年，举办陕灾救济会，川北旱灾救济会，少年图书室，职业指导及音乐研究社，并举行灭蝇虫比赛会。
民国十九年，安置无线电收音机，开办无线电学校，图书馆训练班，放映有声电影。组织消防队，读书会及演说竞赛会。
民国二十年，改英文夜校为商业课补习学校。徐家坡农村服务社成立，并办理民众学校船夫学校，工人训练班及无息借贷。举行公民教育运动周，学生夏令营，抗日幻灯宣传，及中日问题研究会。各民众夜校组织灭蝇竞赛会。田园会第一、二、三组成立。童子部改称少年部，举报童子军训练班，创设露天国术学校，图书室，组织青年平剧社，民众学校扩张至十所。

###### 现状
今天，中国大陆基督教青年会所在的城市共有11个，分别是北京、天津、青岛、上海、南京、成都、西安、武汉、杭州、广州和厦门。各地青年会之间不属上下级关系，而是一个相对独立的整体，各级青年会都有其在章程范围内的自治权。